# Число омилення
Число́ оми́лення, ЧО — показник, що характеризує вміст у досліджуваній речовині кислот та естерів (складних ефірів). Чисельно ЧО виражається як кількість міліграмів гідроксиду калію, що йде на омилення кислот та естерів у наважці речовини масою 1 г.
Для тваринних жирів число омилення складає 170—260, для рослинних олій — 170—200, для бджолиного воску — 88—103.
Число омилення є сумою кислотного та ефірного чисел.

## Визначення
Число омилення визначають шляхом зворотнього титрування. До наважки речовини (близько 0,5—1 г) додають відому надлишкову кількість розчину KOH та проводять омилення на водяній бані (процес може тривати певний час). Після завершення омилення, не охолоджуючи розчину, залишкову кількість гідроксиду калію відтитровують стандартним розчином кислоти (наприклад, хлоридної) у присутності індикатору фенолфталеїну до зникнення рожевого забарвлення. Паралельно проводять визначення для холостої проби — з аналогічною кількістю KOH та без наважки речовини.
За отриманими значеннями об'ємів титранту розраховується число омилення:
ЧО = 56,1 · CM · (V0 - V)/ m,
де 56,1 — молярна маса KOH, г/моль; 
CM — молярна концентрація розчину кислоти, моль/л;
V0 — об'єм розчину кислоти, що пішов на титрування холостої проби, мл;
V — об'єм розчину кислоти, що пішов на титрування досліджуваної проби, мл;
m — маса наважки досліджуваної речовини, г.